# José Acosta (escritor)
José Acosta (Santiago de los Caballeros, República Dominicana; 29 de julio de 1964) es un poeta, narrador, agrónomo y comunicador social.
Egresado con honores académicos del Instituto Superior de Agricultura de Santiago de los Caballeros, en el área de Agronomía, en 1983. Entre 1994 y 1995 estudió Hotelería en Córdoba, España. Trabajó como reportero en El Diario La Prensa, el periódico hispano de mayor circulación en los Estados Unidos. Y fue director del Departamento de Prensa y Literatura del Comisionado Dominicano de Cultura en los Estados Unidos. En 1994 su primer poemario Territorios extraños recibió el Premio Nacional de Poesía Salomé Ureña y en 1997 obtuvo el Premio Internacional de Poesía Odón Betanzos Palacios de Nueva York con la obra Destrucciones.
Entre sus galardones figuran también una mención de honor en el Cuarto Concurso Internacional de Poesía “La Porte des Poètes”, en París (1994), otra en la Bienal latinoamericana de Literatura “José Rafael Pocaterra” celebrada en Valencia, Venezuela (1998) y tres Accésit premios de poesía en el concurso de Casa de Teatro (2000). En 2010, la novela La tormenta está fuera estuvo entre las diez finalistas del XV Premio Fernando Lara de Novela, de la editorial Planeta y la Fundación José Manuel Lara; y en 2011 fue finalista del Concurso de Cuentos Juan Rulfo, organizado por Radio Francia Internacional, por El club de los amorosos.
En 2000 el Consejo Presidencial de Cultura de República Dominicana publicó bajo el título Poesía junta sus libros Territorios extraños, Destrucciones, De este lado del cielo, Orbis tertuis, En la pradera de Asfódelos, Lo que en sueños me visita desde niño y Dark Groceries. Su obra ha sido traducida parcialmente al inglés, francés, italiano y portugués.
Poemas y cuentos suyos aparecen en antologías nacionales e internacionales, entre ellas Antología de Narrativa Breve, Colección Cabana, Palma de Mallorca, España, con el cuento “Veinte minutos”(2004);  Las palabras pueden: los escritores y la infancia, Fondo de las Naciones Unidas para la Infancia (UNICEF), con el cuento infantil “Perdidos”(2007); Plata Caribe: Poesía Dominicana y Uruguaya del Siglo XXI (2008); Miroirs de la Caraïbe: douze poètes de Saint-Domingue (2000); Prometeo: Memoria del XI Festival Internacional de Poesía de Medellín (Colombia, 2001). Quedar en lo contado: Selección de poesía contemporánea dominicana y argentina (2009). Antología Pan-Americana: 48 Contos. 

## Obras publicadas

### Poesía
- Territorios extraños, Premio Nacional de Poesía “Salomé Ureña de Henríquez”, República Dominicana. Santo Domingo: Secretaría de Estado de Educación, Bellas Artes y Cultos, Editora Gente, 1994.
- Destrucciones, Primer lugar, Certamen Internacional de Poesía “Odón Betanzos Palacios”, Nueva York: Editora Alcance, 1997.
- Poesía junta. Santo Domingo: Consejo Presidencial de Cultura, 1999.
- Catequesis del íncubo, Accésit premio de poesía en el concurso de Casa de Teatro, 2000.
- El evangelio según la Muerte, Premio Internacional de Poesía “Nicolás Guillén”, México: Editora Nave de Papel, 2003.
- Viaje al día venidero, Premio Nacional de Poesía “Salomé Ureña de Henríquez”, República Dominicana. Santo Domingo: Editora Nacional, 2015.
- En el futuro llueve, Accésit premio de poesía en el concurso de Casa de Teatro, 2000. Techo de papel editores, 2018.
- La Tercera Avenida me odia, Accésit premio de poesía en el concurso de Casa de Teatro, 2000. Techo de papel editores, 2018.
- Formas del Azar: Antología Poética Personal (1993–2018). Techo de papel editores, 2025.

### Cuentos
- El efecto dominó, Premio de Cuento Universidad Central del Este. San Pedro de Macorís: Editora UCE, 2000.
- Los derrotados huyen a París, Premio Nacional de Cuento “José Ramón López”. Editora Nacional, 2005. Finalista Premio Internacional de Relatos “Los cachorros” bajo el título de Desórdenes (Editado por el Instituto Cultural Iberoamericano “Mario Vargas Llosa” en 2005, en Lima, Perú).
- Eladia Malfiní. Cuentos: Santiago. Ediciones PD de bolsillo, 2005.
- El tigre y otros cuentos. Santiago. Ediciones PD de bolsillo, 2007.
- El enigma del anticuario. Ediciones Parada Creativa, Venezuela, 2011/ Techo de Papel editores, 2015.
- El patio de los bramidos, Premio Nacional de Cuento “José Ramón López”. Santo Domingo. Editora Nacional, 2016.
- Muchacha negra en un banco del parque, Premio Nacional de Cuento “José Ramón López”. Santo Domingo. Editora Nacional, 2021.
- Retratos hablados (microrrelatos), Nueva York, Techo de Papel editores, 2021.

### Novelas
- Perdidos en Babilonia, Premio Nacional de Novela “Manuel de Jesús Galván. Santo Domingo, Editora Nacional, 2005./ Techo de Papel editores, 2018.
- La multitud, Premio Nacional de Novela “Manuel de Jesús Galván”. Santo Domingo. Editorial Santuario, 2011)
- Un kilómetro de mar, Premio Casa de las Américas, en la categoría de Literatura latinoamericana en los Estados Unidos. Cuba: Editora Casa de las Américas, 2015./ Artepoetica press, 2014./ Techo de papel editores, 2017.
- La tormenta está fuera, Colección Banco Central de la República Dominicana. Santo Domingo, 2016.
- La mano que oculta el sol, Nueva York, Sudaquia editores, 2018.
- El lodo y la nieve, Premio Nacional de Novela “Manuel de Jesús Galván”. Santo Domingo. Editora Nacional, 2019)
- Helará por el camino, Nueva York, Techo de Papel editores, 2021.

## Premios y honores
- 1994. Premio Nacional de Poesía Salomé Ureña de Henríquez, por el poemario Territorios extraños.[3]
- 1994. Mención de honor del Concurso Internacional “La Porte des Poétes”, en París, Francia.
- 1994. Premio al Comunicador del Año, Renglón Poesía, de la Unión de Comunicadores Católicos, en la República Dominicana.
- 1997. Primer lugar, Certamen Internacional de Poesía “Odón Betanzos Palacios”, Nueva York: Editora Alcance, por Destrucciones.
- 1998. Mención de Poesía de la Bienal Latinoamericana de Literatura “José Rafael Pocaterra”, en Valencia, Venezuela.
- 2000. Premio Nacional de Cuento Universidad Central del Este, por El efecto dominó.[3]
- 2000. Accésit Premio Nacional de Poesía “Casa de Teatro”, por En el futuro llueve.
- 2000. Accésit Premio Nacional de Poesía “Casa de Teatro”, por Catequesis del íncubo.
- 2000. Accésit Premio Nacional de Poesía “Casa de Teatro”, por La Tercera Avenida me odia.
- 2001. Premio único de cuento del Primer Concurso de Cuento-Testimonio sobre Emigración e Inmigración de PECX, organización académica colombiana de Nueva York.
- 2003. Premio Internacional de Poesía Nicolás Guillén (México), por el poemario El evangelio según la Muerte.[2]
- 2003. Finalista del Premio Internacional de Poesía “Miguel de Cervantes”, de Armilla, España, por En el futuro llueve.
- 2003. Mención de Honor del Premio Internacional de Poesía Revista Hybrido de Nueva York.
- 2004. Finalista del Premio Internacional de Relatos “Los Cachorros”, del Instituto Cultural Iberoamericano “Mario Vargas Llosa”, por Desórdenes.
- 2005. Premio Nacional de Novela por Perdidos en Babilonia.[2]
- 2005. Premio Nacional de Cuento por Los derrotados huyen a París.[2]
- 2011. Premio Nacional de Novela por La Multitud.[2]
- 2015. Premio Casa de las Américas (Cuba), por la novela Un kilómetro de mar.[2]
- 2015. Premio Nacional de Cuento por El patio de los bramidos.
- 2016. Premio Nacional de Poesía por Viaje al día venidero.[3]
- 2016. El Banco Central de la República Dominicana editó e incluyó en su Colección Bibliográfica la novela La tormenta está fuera, que estuvo entre las 10 finalistas del XV Premio Fernando Lara de Novela, de la editorial Planeta.[3]
- 2019. Premio Nacional de Novela por El lodo y la nieve.
- 2021. Premio Nacional de Cuento por Muchacha negra en un banco del parque.[3]
- 2023. Finalista del Premio Mundial de Poesía Mística Fernando Rielo de España por Nos guiarán las luciérnagas”.